# Денійська тайфа
Денійська тайфа (ісп. Taifa de Denia; араб. طائفة دانية‎) — в 1014–1076, 1081—1092 роках ісламська монархічна держава на Піренейському півострові зі столицею в місті Денія. Арабською — емірат Даньях.

## Історія
З занепадом Кордовського халіфату, що почалося з боротьби за трон у 1009 році, в Денії владу перебрав сакаліба Муджахід аль-Амірі, який створив потужну військову та економічну державу. 1014 року Денійська тайфа офіційно стає незалежною.
Еміру вдалося до 1021 року встановити зверхність над Валенсійською тайфою. Водночас важливим напрямком стало досягнення панування у Західному Середземномор'ї. Спочатку було підкорено Балеарські острови, на яких розміщено потужний флот. В подальшому до середини 1030-х років здійснювалися походи з метою захоплення Сардинії та Корсики, а також нападів на Апеннінський півострів. Незважаючи на короткочасні успіхи закріпитися там військам денійського еміра не вдалося.
Після смерті аль-Амірі 1044 року новий правитель Алі Ікбал ад-Даула не зміг продовжити його політику. Поступово відбувається послаблення держави. 1050 року на Балеарських островах фактично отримує автономію рід Аглабідів. У 1076 році Денійську атйфу було захоплено військами сарагоського еміра Ахмад I. На Балеарських островах утворилася незалежна Майоркська тайфа.
1081 року після поділу Сарагоської тайфи Денія стала частиною держави аль-Мунзира. У 1092 році Денію було захоплено військами Альморавідів. Після занепаду влади останніх на Піренейському півострові владу тут перебрали Альмохади.
У 1224 році Заї Абу Заїд, валі Валенсії, зайняв Денію, сподіваючись закріпитися тут. Втім вже 1227 року поступився Ібн Худу, що підкорив більшість Аль-Андалусу.

## Населення
Основу становили араби і мосараби, що мешкали в містах, а також бербери, які були переважно сільськими мешканцями. Військово-політичний прошарок становили сакаліба.

## Державний устрій
На чолі перебував емір, якому належала уся військова, політична та судова влада.

### Еміри

#### Аміріди-сакаліба
- Муджахід аль-Амірі (1014—1044)
- Алі Ікбал ад-Даула (1044—1076)

#### Худиди
- у складі Сарагоської тайфи
- аль-Мунзир (1081—1090)
- Мубашир Насир ад-Даула (1090—1092)
- Альморавіди
- Альмохади

## Економіка
Основу становили землеробство, торгівля та скотарство. Вигідне географічне становище, наявність флоту сприяло торгівлі з християнськимиі мусульманськими державами Західного Середземномор'я.
В значній кількості вирощувалася худоба, тайфа уславилася своїми кіньми, яких вирощували переважно для військової справи. Важливим центром конярства був о.Майрка, де перший емір тайфи наказав скласти реєстр племінних кобил, лошата яких відбиралися на користь держави з компенсацією у 5  динарів, як тільки на них можна було їздити верхи.

## Культура
Місто Денія було одним з центрів арабської культури на Піренейському півострові. Тут працювали лексикограф Ібн Сіда, філолог Ад-Дана, прозаїк Абу-Амір ібн Гарсія, поет Ібн аль-Лаббана.
В релігійному плані дотримувалася терпимість, насамперед до християн. Так було дозволено підпорядкувати усі мосарабські церкви барселонській єпархії.